# Plotosus
Plotosus (Плотосус) — рід риб родини вугрехвості соми ряду сомоподібні. Має 9 видів. Наукова назва походить від грецького слова plotos — «плавання».

## Опис
Загальна довжина представників цього роду коливається від 30 до 150 см. Голова невелика. Очі крихітні. Є 4 пари невеличких вусів, лише в окремих видів вони довгі. Тулуб вугреподібний, стрункий або масивний, деякі види вкриті лускою з отруйним слизом. Мають довгі канали в електросенсорних органах (на кшталт ампул Лоренцині в акул). Спинні та грудні плавці мають отруйні шипи, що здатні завдавати хворобливі поранення. Спинний плавець маленький, має 1 жорсткий промінь. Жировий, анальний та хвостовий плавці поєднані. Черевні плавці маленькі.
Забарвлення сіре., темно-коричневе або чорне, може бути строкатим: уздовж тіла проходять смуги або плями.

## Спосіб життя
Це евригалінні риби, що витримують різний ступінь солоності. Зустрічаються в гирлах річок, заплавах та лагунах, біля коралових рифів, відкритих берегів, в зонах припливів та відпливів, іноді в майже прісних водоймах. Так, найвідоміший з усього роду P. lineatus виявлений в районах коралових рифів, але часто цей вид річками запливає в озеро Малаві, де його неодноразово ловили. Ці риби пересуваються зграями (від 10-20 в дорослому віці, до кількох сотень особин — молодь), утворюючи кулясті скупчення. Живляться ракоподібними, молюсками, хробаками, рідше — рибою.

## Розповсюдження
Мешкають уздовж берегів південної півкулі: від Японії до Нової Гвінеї, а також Африки, Аравійського моря (біля Малабарського узбережжя) і Мадагаскару та Занзібару. Зустрічаються в річці Меконг.

## Види
- Plotosus abbreviatus
- Plotosus canius
- Plotosus fisadoha
- Plotosus japonicus
- Plotosus limbatus
- Plotosus lineatus
- Plotosus nhatrangensis
- Plotosus nkunga
- Plotosus papuensis